# Bugna (nautica)
Con il termine di bugna si indica generalmente l'angolo di una vela. Più propriamente è l'angolo posteriore (opposto a quello da cui proviene il vento) di una vela, compreso tra la balumina e la sua base.
Nelle vele a bordame libero (il lato inferiore della vela), in cui non è presente il boma, viene lì collegata una cima (la scotta) che assolve la duplice funzione, anche in collaborazione con altre manovre,  di regolare l'orientamento della vela rispetto all'asse longitudinale dello scafo nonché la forma della vela stessa intervenendo sul profilo aerodinamico; nelle vele cosiddette "bomate" l'angolo di bugna, collegato al boma stesso, assicura l'unica funzione di regolare la sola forma della vela in quanto la scotta che ne consente l'orientamento è fissata, con un sistema di rinvii, al boma. Nello spinnaker, una delle vele di prua dell'imbarcazione, si ha la particolarità di avere due bugne una delle quali, passiva, svolge alternativamente la funzione di punto di mura a seconda della posizione del tangone. Nell'angolo di bugna si è soliti trovare anche un anello nella vela (chiamato brancarella), dove appunto si incrociano le scotte di regolazione. La scotta è fissata alla bugna, generalmente, tramite un nodo a gassa d'amante o a bocca di lupo